# Vélo Sport chartrain (football)
Pour l'article traitant du club omnisports, voir Vélo Sport chartrain.
Maillots
La section football du Vélo Sport chartrain est un club de football français fondé en 1897 et situé à Chartres (Eure-et-Loir). Elle fait partie du club omnisports du même nom. Le VS Chartres football disparaît en 1989 en fusionnant avec le Sporting Club (SCC) pour donner naissance au Football Club de Chartres. Le siège social du club est situé à Chartres et le VSC joue ses rencontres à domicile au stade des Grands-Prés.
Club discret avant la seconde Guerre mondiale, le VSC réalise son meilleur parcours en Coupe de France lors de l'édition 1942-1943 et un huitième-de-finale. À la fin du conflit, il intègre la Promotion d'Honneur de la Ligue du Centre. Rapidement, il accède en Division d'Honneur puis en Championnat de France amateur, alors l'élite pour les clubs non-professionnels. Pendant une dizaine de saisons, les Chartrains végètent entre le bas du CFA et le haut de DH. Les années 1960 voient le Vélo stagner dans l'élite régional sans réussir à obtenir la première place promouvant en division nationale. Pendant les années 1970, la préfecture eurélienne et son équipe prennent part à la nouvelle Division 3. Il s'ensuit des déboires financiers entraînant la prise en main de la structure par la municipalité chartraine, qui décide la fusion.

## Histoire

### De la création à la Seconde Guerre mondiale (1897-1945)
En décembre 1897, le Vélo Sport chartrain est fondé par un groupe de pratiquants et de sympathisants. Les trois disciplines de départ sont : le rugby à XV, la course à pied, et le cyclisme. Ce dernier est alors le sport le plus avancé, d'où le nom de « Vélo Sport ». La section football évolue au Stade de la route d'Ablis, en maillots sang et or.
En 1907, la mairie concède la praire des Grands-Prés au VSC. Pendant la première Guerre mondiale, l'ensemble des installations est réquisitionné par l'armée.
Les activités du club sont réduites pendant la seconde Guerre mondiale. En janvier 1943, le VS Chartres atteint les huitièmes de finale de la Coupe de France où il est éliminé par l'US Le Mans (6-1). Lors de la saison 1943-1944, le VSC évolue en championnat d'Anjou où il croise notamment le SCO Angers.

### Entre CFA et DH (1945-1961)
À la suite de la Seconde Guerre mondiale, le Vélo est placé en Promotion d’Honneur pour la saison 1945-1946 (deuxième niveau) de la Ligue du Centre. Dans la poule A, le VSC se place dans les deux premières places qualificatives pour la poule finale. En poule finale, seules les deux premiers sont promus en DH. Malgré l’arrêt du match Vélo-ASJ Châteaudun à la 65e minute sur le score de 1-3 (victoire attribué à Châteaudun), le club dunois remporte invaincu la poule finale (11 points), devançant l’US Château-Renault (7 points), le VSC (4 points) et le SO Romorantin (0 point). Le Vélo repart en PH pour l'exercice 1946-1947 et obtient sa montée dans l'élite régional.
Pour la saison 1948-1949, le Vélo Sport chartain est promu en Championnat de France amateur (CFA), alors troisième échelon du football français. Il y reste deux saisons avant de redescendre en Division d'Honneur.

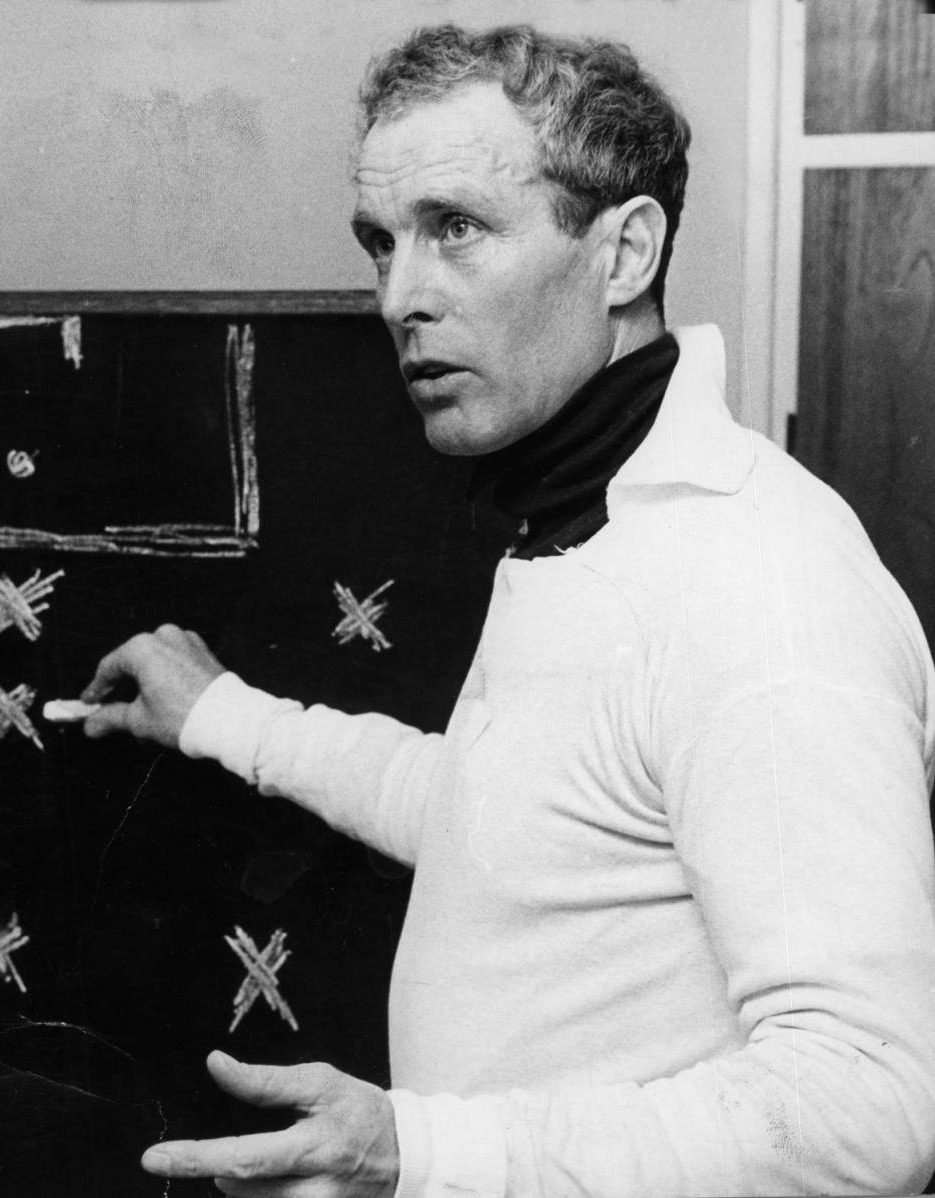
Kaj Christiansen fait remonter le VSC en CFA.

Après avoir échoué deux saisons à la seconde place, le VSC est champion de Division d'Honneur en 1953 et accède à nouveau à la troisième division. Il y passe deux saisons compliquées, terminant 8e puis 12e sur autant de participants, impliquant un retour forcé en championnat de Ligue. Relégué du groupe ouest en 1955, le VSC réintgère la DH et, à la suite d'un retrait de huit points sur tapis vert, frôle la relégation en Promotion d'honneur. Le club chartrain retrouve sa supériorité avec la venue de trois joueurs confirmés : Jean-Claude Druard du Racing et ancien capitaine de l'équipe de France amateur, Jean-Pierre Monteil du Stade français et Canblanc du voisin du Sporting club chartrain. Et des joueurs comme André Fefeu se révèlent. De plus l'arrivée de Kaj Christiansen, remis de sa blessure au genou, comme entraîneur et meneur de jeu apporte un tireur de premier ordre. Lors de la saison 1957-1958, le VSC est premier de DH sans opposition (une seule défaite et +43 en différence de but) et remonte dans l'élite amateure.
Le bilan est comme les années précédente à ce niveau, pas une seule fois dans la première moitié en trois saisons.

### Dix ans en DH (1961-1971)
Il s'ensuit dix saisons parmi l'élite régionale, le VS Chartres finit toujours bien placé (quatre podium, huit top 5) mais doit attendre la saison 1970-1971 pour conquérir un nouveau titre de champion régional et retrouvée la troisième division qui se nomme maintenant Division 3.
Lors de la Coupe de France 1964-1965, le VSC élimine le Stade Malherbe de Caen en 64eme de finale puis le Stade brestois en 32e. Les 16eme de finale contre les amateurs de Saint-Quentin est équilibré mais penche en leur défaveur (1-0).

### Maintien en D3 (1971-1980)
Après une première saison 1971-1972 compliquée, aux côtés du voisin et concurrent de l'époque au titre de meilleur club de l'agglomération, l'Amicale de Lucé, le VSC est relégué. Il met deux saisons à remonter, le temps de s'octroyer un quatrième titre de champion de la Région Centre lors de la saison 1973-1974.
S'ensuit la plus longue période du Vélo Sport chartrain au troisième échelon du football français : six saisons, comprises entre 1974 et 1980, où le club eurélien ne se hisse qu'une saison au-dessus de la dixième place. Lors de la saison 1976-1977, celle de l'arrivée au club de Patrice Neveu, le VSC décroche la troisième place, à cinq points de l'accession en Division 2. Au terme de la saison 1979-1980, le club est rétrogradé administrativement, après une avant-dernière place.

### La descente (1980-1989)
En 1980, la section football du Vélo Sport chartrain est reléguée administrativement sans que l'on ne trouve de trace de l'équipe lors de la saison 1980-1981 en Division 4 nationale, ni en Division d'Honneur régionale.
En juin 82, le club de Rambouillet sport organise son premier tournoi international juniors. Chartres perd en finale contre (3-2).
Le club refait son apparition dans l'élite de la Ligue du Centre en 1986-1987 pour un cinquième place. En 1987, le VSC perd son caractère omnisports, une union regroupe les sections sauf celle de tennis. Les deux exercices qui suivent sont difficiles avec une dixième place en 1988 avant de terminer dernier l'année suivante, impliquant une relégation en DHR.

### Fusion avec le Sporting Club (1989)
Le Sporting Club chartrain est le second club de football de la préfecture eurélienne et évolue au stade des Bas-Bourgs ou de la route d'Ablis. Sa meilleure performance est une accession en Division d'Honneur en 1952-1953. Niveau auquel il ne passe qu'une saison, terminant dernier avec seulement deux victoires au compteur.
Touché par des problèmes d'argents chroniques dans les années 1980, le Vélo est pris en charge par la ville de Chartres. En 1989, le VSC termine dernier de DH et la ville décide d'une fusion avec le second club de la ville, le Sporting Club chartrain (1e division départementale),. Le nouveau FCC est affilié le 23 juin 1989 à la FFF sous le numéro du SCC, le 363.

## Résultats sportifs

### Palmarès
| Compétitions régionales | Compétitions départementales |
| --- | --- |
| - Division d'honneur Centre (4) - Champion en 1953, 1958, 1971 et 1974 - Coupe du Centre (1) - Vainqueur en 1954 - Finaliste en 1949 | - 1re division Eure-et-Loir (2) - Champion en 1959 rés. et 1972 rés. - Coupe d'Eure-et-Loir (7) - Vainqueur en 1960, 1963, 1966, 1970, 1972, 1982 et 1987 - Finaliste en 1958, 1959, 1971 |

### Bilan sportif

#### Championnats
Le Vélo Sport chartrain n'évolue, au niveau national, qu'en troisième division : en Championnat de France amateur renommé Division 3 en 1970.
| Championnat              | Saisons | J   | V   | N  | D   | Bp  | Bc  |
| ------------------------ | ------- | --- | --- | -- | --- | --- | --- |
| Championnat de France    | 0       | -   | -   | -  | -   | -   | -   |
| Championnat de France D2 | 0       | -   | -   | -  | -   | -   | -   |
| Championnat de France D3 | 14      | 370 | 109 | 91 | 170 | 468 | 654 |
| CFA (1948-1970)          | 7       | 164 | 44  | 43 | 77  | 220 | 309 |
| Division 3 (1970-1993)   | 7       | 206 | 65  | 48 | 93  | 248 | 345 |
| Championnat de France D4 | ?       | -   | -   | -  | -   | -   | -   |

#### Coupe de France
Le VS Chartres participe à la Coupe de France, créée en 1917 et organisée par la Fédération française de football. Sa meilleure performance est un huitième-de-finale lors de l'édition 1942-1943. Il y a aussi deux seizième-de-finale en 1948-1949 et 1964-1965.
En 1942-1943, le VSC atteint les 8e de finale de la zone occupée, perdu contre Le Mans (6-1).
En 1964-1965, le VSC élimine le Stade Malherbe de Caen en 64e de finale puis le Stade brestois en 32e. Le 16e de finale contre les amateurs de Saint-Quentin est équilibré, mais penche en leur défaveur (défaite 1-0).
| Coupe           | V | F | 1/2 | 1/4 | 1/8 | 1/16 | 1/32 |
| --------------- | - | - | --- | --- | --- | ---- | ---- |
| Coupe de France | - | - | -   | -   | 1   | 2    | -    |

## Structures du club

### Historique des couleurs
Il est d'abord fait mention que le VSC évolue en sang et or à ses débuts.
Le Vélo Sport chartrain joue la majeure partie de son histoire en bleu et or.

### Infrastructures

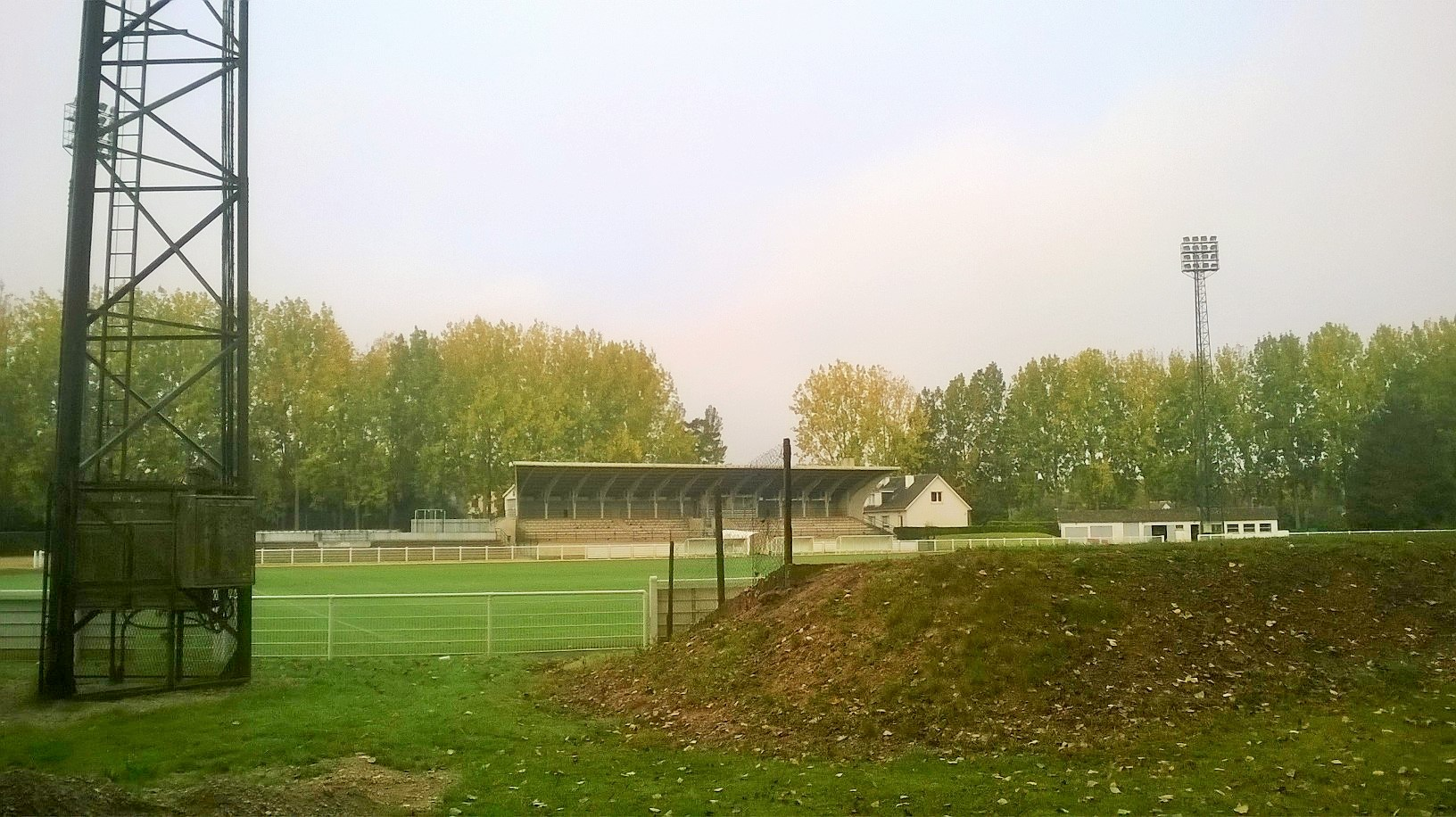
Le stade des Grands-Prés en 2014 (renommé Jacques-Couvret en 2013).

La section football du Vélo Sport chartrain évolue d'abord au Stade de la route d'Ablis.
En 1907, la mairie chartraine concède au VSC la praire des Grands-Prés, c'est alors un terrain marécageux souvent inondé. Des travaux importants le rendent utilisable. Pendant la première Guerre mondiale, l'ensemble des installations est réquisitionné par l'armée.
Un bombardement pendant la seconde Guerre mondiale en 1944, dont les traces sont encore visibles sur les arches du pont, détruit totalement les installations du stade.

## Personnalités

### Présidents
À la fin des années 1970, M. Eprinchard est le président du club.
Bernard Leblanc est président du Vélo Sport Chartrain Football, de 1987 à 1989, avant la fusion avec le Sporting club chartrain. 
Lors de la fusion entre les deux clubs chartrains de football en 1989, Claude Vandenbogaerde, alors président du Vélo Sport chartrain, devient président d'honneur du nouveau Football Club et cède sa place à Gérard Procureur, PDG du garage Ford de Chartres.

### Entraîneurs
| Période             | Nom                   |
| ------------------- | --------------------- |
| 1897 - 1952         | n.c.                  |
| 1952 - 1953         | Joseph Mercier (EJ)   |
| 1953 - 1954         | André Boisroux (EJ)   |
| 1954 - 1957         | André Jacowski (EJ)   |
| 1957 - 1961         | Kaj Christiansen (EJ) |
| 1961 - janvier 1962 | Jacobo Azafrani (EJ)  |
| janvier 1962 - 1963 | Mustapha Zitouni (EJ) |
| 1963 - 1966         | Raymond Fiori (EJ)    |
| 1966 - 1969         | Raymond Cicci (EJ)    |
| 1969 - 1973         | Max Samper (EJ)       |
| 1973 - 1974         | André Boisroux        |
| 1974 - 1977         | Maryan Borkowski      |
| 1977 - 1980         | Claude Latron         |
| 1980 - 1989         | n.c.                  |

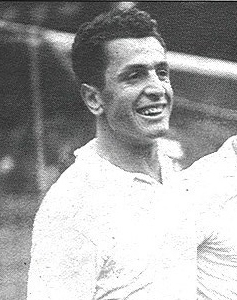
Zitouni, entraîneur-joueur en 1962-1963.

D'après le Havre Libre en décembre 1957, le VS chartrain accueille un certain nombre d'entraîneurs de qualité pas tous connus et se nommant : Donny, Leger, Boisroux, Bessonneaux, Joseph Mercier et André Jacowski. En 1951, l'ancien joueur du RC Paris, Henri Ozenne, arrive au club mais sa fonction n'est pas connue.
Le premier entraîneur connu du Vélo Sport chartrain est Joseph Mercier lors de la saison 1952-1953. Il commence alors sa carrière d'entraîneur et fait monter le club de Division d'Honneur en CFA. À la fin de la saison, André Boisroux prend le relais pour un an. Le franco-polonais André Jacowski dirige l'équipe à partir de 1954. Relégué en DH la première année, il ne parvient pas à faire remonter l'équipe et, en 1957, ne peut poursuivre sa tâche, victime d'une fracture du tibia. Le danois Kaj Christiansen arrive comme meneur de jeu et entraîneur. Il passe ses diplômes en France et fait remonter dès le premier exercice le VS Chartres en CFA où il y maintien jusqu'en 1961.
Relégué en régional, le Franco-Marocain Jacobo Azafrani dirige l'équipe les premiers mois. En janvier 1962, l'international franco-algérien Mustapha Zitouni prend en main l'équipe comme entraîneur-joueur. Il fait confiance à des jeunes comme Alain Buthon dans les buts, qui commence son long chemin au club, mais aussi aux futurs professionnels sous d'autres couleurs Jacky Lemée et André Merelle. Zitouni termine la saison 1961-1962 et dirige la suivante avant de laisser le banc à Raymond Fiori. Le joueur de Besançon puis Lens dans les années 1950 entraîne le VSC trois saisons dont un seizième de finale de Coupe de France durant la seconde. La saison 1965-1966 se terminant, Fiori quitte son poste pour être remplacé par Raymond Cicci, ex-professionnel du Stade de Reims devenant entraîneur-joueur. Pendant trois saisons, le club est proche de monter en CFA mais échoue sur le podium, malgré l'apport d'Antoine Dalla Cieca et Max Samper, à la suite de son diplôme d'entraîneur. Cicci part à l'orée de la saison 1969-1970, et est naturellement remplacé par Samper, qui continue de jouer aussi. Un an terminé sur la 3e marche à nouveau, puis l'année 1970-1971 concrétise la montée dans la nouvelle Division 3,. L'équipe ne s'y maintient pas.
Après le départ de Samper à la suite de la seconde place de DH en 1972-1973 qui ne permet la remontée, André Boisroux connaît une seconde expérience d'une saison sur le banc chartrain et promeut l'équipe en D3. L'expérimenté Maryan Borkowski s'installe sur le banc chartrain. Il maintient l'équipe difficilement les deux premières saisons avant d'obtenir la troisième place du groupe Centre en 1976-1977 et de quitter son poste. Claude Latron est le dernier entraîneur connu de la section football du Vélo Sport chartrain, il entraîne l'équipe de 1977 à 1982 avant de décéder soudainement deux plus tard. Le ou les coachs des neuf dernières années du VSC sont inconnus.

### Joueurs
Jacky Lemée commence le football au VSC, à 12 ans en 1958. L'attaquant marque but sur but, enfile les sélections départementales et régionales et est admis deux fois au concours du jeune footballeur à Paris. À 15 ans, il est repéré par le Stade français, qui devient son premier club pro quatre ans plus tard. Avant de rejoindre la capitale, le jeune tourneur-ajusteur chartrain rejoint, en 1964, l'Arago Orléans,.
En Eure-et-Loir, son département d'adoption, André Merelle commence le football sous le maillot du VS Chartres. Il devient ensuite professionnel avec plus de 180 matches en D1 au Red Star, Rouen et Bordeaux. Il se reconvertit comme formateur à l'INF Vichy transféré ensuite à Clairefontaine dont il est le directeur de 2004 à 2010.
En 1976, l'Eurélien Patrice Neveu revient dans sa contrée natale après un an à Angoulême et signe un contrat promotionnel. Le président Eprinchard l'empêche plus tard de signer professionnel au FC Rouen. Il reste quatre saisons.
D'autres joueurs n'ayant jamais percés au haut niveau sont restés fidèles au VSC. Le gardien Alain Buthon est de ceux-ci. Dans les années 1953-1954, il suit son frère à l'entraînement. Il participe ensuite aux concours du plus jeune et du jeune footballeur au niveau départemental puis régional à Orléans. Le manque de gardien de but oblige l'entraineur d'alors, Mustapha Zitouni, à le titulariser à compter de mars-avril 1962 en équipe première, à l'âge de 18 ans. Il garde ensuite les cages chartraines durant les saisons en DH Centre où il est approché par Angers et Rennes, avant la remontée en Division 3. Il organise à la fin de sa carrière un jubilé entre le VSC et l'AJ Auxerre à la fin de sa carrière. De plus, les frères Buthon (Alain et Thierry donc) et Darmigny (Henri et Pierre) jouent au VSC pendant bon nombre d'années.
À onze ans, Claude Lormeau, futur champion de France de boxe puis homme politique, commence le football au VS Chartres. Un an plus tard, lors de la saison 1964-1965, il remporte avec 25 points d'avance la finale départementale du concours du jeune footballeur. En minimes, il fait partie de l'équipe d'Eure-et-Loir, puis celle du Centre en cadets. Poursuivant sa progression, il se retrouve en équipe première en Division d'Honneur alors qu'il n'est encore que juniors. Son abattage est précieux au milieu de terrain. Mais à la suite d'une fête la veille d'un match, l'entraîneur Max Samper ne le sélectionne plus et Lormeau quitte le club du jour au lendemain et se met à la boxe, pour la réussite qu'on lui connaît.
Chaque saison, d'anciens professionnels arrivent au club pour renforcer l'équipe. L'un des premiers connus est l'Algérien Amokrane Oualiken lors de la saison 1956-1957, où il est repéré par Nîmes qui l'engage comme professionnel et devient vice-champion de France plusieurs fois. Dans les années 1950-1960, des joueurs comme André Fefeu ou Kaj Christiansen sont présents sous les couleurs chartraines. En 1961, après une grande carrière avec l'AS Monaco, Mustapha Zitouni vient passer deux saisons au VSC et fini même entraîneur-joueur. Durant la fin des années 1960, le club est proche de monter en CFA grâce à l'apport d'Antoine Dalla Cieca et Max Samper, à la suite de son diplôme d'entraîneur. Lors de l'année 1970-1971 se concrétise la montée en 3eme division avec l'appoint de Claudel Legros et Alex Samper, frère de l'entraîneur Max. Pour la saison suivante, première en D3, Daniel Perreau et Paul Escudé (père de Nicolas et Julien) arrivent, ce dernier reste onze ans au VSC (1971-1982). En 1975, sous la direction de Maryan Borkowski, Valdimir Matausic et de Joseph Loukaka renforcent le groupe.

### Ouvrage de référence
- Gérald Massé et Romain Léger, Les exploits des sportifs d'Eure-et-Loir : 1965-2015, Dreux, Antipodes, octobre 2015, 336 p. (ISBN 978-2-9553628-0-8)

1. ↑  Football - 1976 / Jacky Lemée : du Vélo au Vélodrome, p. 56
2. ↑  Boxe - 1977 / Claude Lormeau : la foudre dans le poing droit ..., p. 63